# Graptartia mutillica
Graptartia mutillica is een spinnensoort uit de familie van de loopspinnen (Corinnidae).
De wetenschappelijke naam van de soort werd in 2004 gepubliceerd door Haddad.